# Diego de Ocampo
Loma Diego de Ocampo är ett berg i Dominikanska republiken. Det ligger i den centrala delen av landet, 140 km nordväst om huvudstaden Santo Domingo. Toppen på Loma Diego de Ocampo är 1 200 meter över havet. Loma Diego de Ocampo ingår i Cordillera Septentrional.
Terrängen runt Loma Diego de Ocampo är huvudsakligen kuperad. Loma Diego de Ocampo är den högsta punkten i trakten. Runt Loma Diego de Ocampo är det tätbefolkat, med 286 invånare per kvadratkilometer. Närmaste större samhälle är Santiago de los Caballeros, 15,2 km söder om Loma Diego de Ocampo. I omgivningarna runt Loma Diego de Ocampo växer i huvudsak städsegrön lövskog.